# Volodímirove
Volodímirove (en (ucraïnès): Володимирове) és un poble de la República Autònoma de Crimea a Ucraïna, que el 2014 tenia 75 habitants. Pertany al districte de Krasnogvardiiske.